# The Whole Family
The Whole Family: a Novel by Twelve Authors (em português, A família toda: um romance de doze autores) é um romance colaborativo em doze capítulos, cada um por um autor diferente. Este projeto inusitado foi concebido pelo romancista William Dean Howells e levado a cabo sob a direção da editora do Harper's Bazaar, Elizabeth Jordan, que, como Howells, escreveu um dos capítulos. O projeto se tornou um tanto curioso, pois os relacionamentos às vezes conflitantes entre os autores colaborando acaram refletidos nos relacionamentos da família perturbada que descrevem nos respectivos capítulos. Howells esperava que Mark Twain fosse um dos autores, mas ele não participou. Além de Howells, Henry James provavelmente é autor mais famoso a ter participado. O romance foi publicado como série no Harper's Bazaar em 1907 e 1908, e publicado como livro mais tarde em 1908.

## Capítulos
1. The Father (O pai), por William Dean Howells;
2. The Old-Maid Aunt (A tia solteirona), por Mary E. Wilkins Freeman;
3. The Grandmother (A avó), por Mary Heaton Vorse;
4. The Daughter-in-Law (A nora), por Mary Stewart Cutting;
5. The School-Girl (A colegial), por Elizabeth Jordan;
6. The Son-in-Law (O genro), por John Kendrick Bangs;
7. The Married Son (O filho casado), por Henry James;
8. The Married Daughter (A filha casada), por Elizabeth Stuart Phelps;
9. The Mother (A mãe), por Edith Wyatt;
10. The School-Boy (O colegial), por Mary Raymond Shipman Andrews;
11. Peggy, por Alice Brown;
12. The Friend of the Family (O amigo da família), por Henry van Dyke.